# Souaflia
Souaflia (în arabă السوافلية) este o comună din provincia Mostaganem, Algeria.
Populația comunei este de 17.223 de locuitori (2008).